# Личко-приморска операција
Личко-приморска операција је била операција коју је извршила 4. југословенска армија против јединица Вермахта и Хрватских оружаних снага. Вођена је на подручју Лике и западне Босне од 20. марта до 15. априла 1945. године. У првој фази 4. армија је освојила источну Лику и Бихаћ, а у другој Госпић, Перушић, Лички Осик и Оточац. Након 7. априла 1945. јединице 4. армије наставиле су покрет према Ријеци.

## Припрема операције
Планом за коначно ослобођење Југославије 4. армија је у марту 1945. добила задатак да разбије непријатеља на фронту између горњег тока Уне и Јадранског мора, ослободи Лику, Горски котар, Хрватско приморје и Истру, и да избије на Сочу. Њена оперативна зона протезала се на исток до линије: Уна—Бихаћ (искључно)—Огулин—Кочевје—Постојна—Горица, а на запад до јадранске обале с острвима. Штаб армије је предвиђао да задатак изврши у две армијске операције: Личко-приморска и тршћанска. Фронт у Лици, ширине око 80 км, на линији: Кулен Вакуф-Горњи Лапац—Кук (тр. 1172)—Удбина—Мекињар–Лички Осик—Билај—Госпић—Карлобаг држао је немачки 15. брдски армијски корпус (око 42000 војника). Распоређен у две групе: источно-немачка 373.легионарска и 10. усташко-домобранска дивизија — на простору Доњи Лапац—Бихаћ и западна–немачка 392. легионарска и 11. усташко-домобранска дивизија – на простору: Госпић, Карлобаг, Оточац, Сењ, Јосипдол. Корпус је затварао правце који долином Уне, преко Лике и морском обалом изводе на север ка долинама Саве и Купе и ка Ријеци. Фронт је био поседнут у групном систему с низом утврђених отпорних тачака и слабијим резервама у дубини. У Кварнерском и Тршћанском заливу, као и на подручју Пуле, налазили су се делови немачке морнаричке 11. дивизије за осигурање. У духу добијеног задатка 4. армија (9, 19, 20. и 26. дивизија, 1. тенковска, Артиљеријска и Инжињеријска бригада, пук везе, противтенковски и противавионски дивизион; укупно око 67 000 бораца) средином марта прикупила се на концентрацијској просторији у јужној Лици (Срб—Мазин—Плоча—Ловинац—Грачац). У оперативном погледу команди армије били су потчињени: 11. корпус (13, 35. и 43. дивизија) у Лици и Горском котару, 7. корпус (15. и 18. дивизија) у Белој крајини, 9. корпус (30. и 31. дивизија) у рејону Трновског гозда и Поморска команда северног Јадрана (Кварнерски поморски састави Кварнерски одред морнаричко-десантне пешадије, Морнаричка ударна група Крк и Морнаричка ударна група при 9. корпусу), а нешто касније и 4. корпус (7, 8. и 34. дивизија) у Кордуну и Банији.
Штаб 4. армије одлучио је да груписаним снагама на десном крилу (26. и 20. дивизија, делови 1. тенковске и Артиљеријске бригаде) изврши главни удар правцем: Горњи Лапац—Доњи Лапац—Небљуси—Бихаћ) и помоћни (ојачана 19. дивизија) правцем: Удбина—Кореница—Пријебој. Снагама са фронта требало је да садејствују јединице у позадини непријатеља (4. корпус) правцем: Слуњ—Ваганац—Пријебој и ка Бихаћу и да обезбеде леви бок (11. корпус) на линији Госпић—Бунић. Овим дејствима требало је пробити непријатељев фронт у Лици на одсеку Кулен Вакуф—Мекињар, окружити и уништити главне снаге 15. брдског армијског корпуса и у првој етапи избити на линију: Бихаћ—Оточац—Раб, а затим настављајући дејства у другој етапи дотући преостале снаге 15. корпуса и избити на линију Снежник—Ријека ради преношења дејстава у Истру и ка Трсту. Армијску резерву на просторији Обровац—Задар образовала је 9. дивизија. Детаљни планови за ослобођење острва били су посебно разрађени. Операцију је требало да подржава савезничко ваздухопловство са аеродрома на Вису и код Задра. Главна армијске база за снабдевање налазила се у Задру с истуреним базама у Книну и Грачацу. Готовост за напад одређена је за 20. март у 6 часова, завршетак прве етапе крајем марта, а операције крајем априла.

## Ток операције
Операција је почела ујутро 20. марта артиљеријском припремом. На правцу главног удара, уз подршку артиљерије и тенкова, 26. дивизија пробила је непријатељску одбрану на одсеку Боричевац—Горњи Лапац и у току дана продрла у Лапачко поље, заузела Доњи Лапац, а наредног дана Небљусе и избила пред Дреновачу, а 8. бригада 20. дивизије, с којом је била ојачане, преко Мартин Брода, и Врточа у Дубовско. Лево од ње 20. дивизија пробила је одбрану у рејону Кука и избила на Пљешевицу у рејон Мало Каменско. На помоћном правцу 19. дивизија је, уз подршку артиљерије и тенкова, пробила фронт на одсеку Удбина—Мекињар, овладала Крбавским пољем, заузела Кореницу и код Врела успоставила везу с 4. корпусом који је са севера наступао у сусрет 19. и 26. дивизији. За то време 13. дивизија избила је на линију Љубово—Вребац и обезбедила леви бок главних снага армије с правца Госпића и Перушића. Савезничка авијација бомбардовала је Госпић, Небљусе, Скочај, Заваље, Жегар, Бихаћ и Отоку и поједине непријатељске колоне на комуникацијама.
Пошто је за свега два дана разбијен непријатељски фронт у Лици између Уне и Госпића и 26. дивизија подишла Бихаћу с југа и југоистока, а 4. корпус са севера и североистока, Штаб 4. армије, због повољног развоја ситуације, одлучио је да овлада Бихаћем, иако то није било предвиђено планом операције, и тиме отклони опасност за позадину и десни армијски бок при даљем наступању на северо-запад. Без прегрупације снага 22. марта почели су 26. дивизија и 4. корпус напад на Бихаћ док су остале снаге отпочеле прикупљање за напад у правцу Госпића и Оточца. Ноћу 27/28. марта непријатељ је био присиљен да уз велике губитке напусти Бихаћ и повуче се у правцу Острошца, а 8. и 26. дивизија су ушле у град. Тиме је отклоњена опасност за десни бок и позадину 4. армије, поремећен читав систем непријатељске одбране у долини Уне и угрожен бок немачке групе армија Е на правцу Слуњ—Карловац—Загреб. За време борби у источној Лици и за Бихаћ, 43. дивизија дејствовала је на комуникацијама Сењ – Огулин – Генералски Стол и Сењ—Сушак, док је 13. дивизија одбијала нападе од Перушића и Личког Осика према Бунићу. После прегрупације снага, 4. армија је 4. априла прешла у напад на одбрану коју су на линији Врховине—Госпић—Карлобаг—Паг организовале немачка 392. легионарска и 11. усташко-домобранска дивизија и већ првог дана пробила је на целој ширини. На правцу главног удара 13, 26. и 20. дивизија сломиле су отпор непријатеља у Личком пољу и ослободиле Перушић, Лички Осик, Госпић и Брушане. На десном крилу 19. дивизија је преко Врховина продрла у Гацко поље и подишла Оточцу док је на левом крилу 9. дивизија разбила непријатеља на просторији: Карлобаг—Башке Оштарије и ослободила острво Паг. За то време је 7. дивизија 4. корпуса надирала правцем Личке Јесенице—Бриње, избила на комуникацију Бриње—Огулин, заузела Крижпоље и Језеране, и одсекла непријатељске снаге у Лици од оних у Карловцу. У даљем наступању ослободила је Бриње (6. априла), а 19. дивизија Оточац и Жуту Локву и преко Кривог Пута избила на море између Новог и Сења, а затим је са 26. дивизијом, која је нападала с југа и југоистока, у борбама 8. и 9. априла разбила непријатеља у рејону Серија. На десном крилу 13. дивизија ослободила је Модруш, Јосипдол и Огулин (10. априла), док је 9. дивизија заузела Jабланац. Због могућности да немачка 104. дивизија из рејона Слуњ—Личко Петрово Село угрози позадину 4. армије, Штаб армије пребацио је 20. дивизију на простор Бабин Поток—Залужница, а Генералштаб ЈА упутио је 29. дивизију (12. априла) с простора Кисељак—Бусовача у долину Уне да би заједно са 4. корпусом и 20. дивизијом обезбедила армијски бок ради неометаног надирања ка Истри.
Ради продора према Ријеци, наређењем Штаба 4. армије 13. дивизија имала је да се ангажује ка Генералском Столу; 19. дивизија да продужи надирање дуж обале ради заузимања Новог и Цриквенице; 26. дивизија да наступа за 19. дивизијом и део снага да припреми за десант на Крк; 9. дивизија да заузме острво Раб и припреми се за десант на Црес и Лошињ; 43. дивизија да се прикупи према Локвама и 20. дивизији да образује армијску резерву на дотадашњем простору. Продужавајући дејства према наређењу 9. дивизија се 11/12. априла искрцала на острво Раб и ослободила га,
док је на десном крилу 13. дивизија заузела Тоуњ и Доње Дубраве (13. априла), а затим ангажована према Локвама где је 43. дивизија водила жестоке борбе. У борбама 14. и 15. априла 19. дивизија сломила је одбрану непријатеља у рејону Новог и Цриквенице и ослободила оба места. Пошто је у међувремену пробијен Сремски фронт, Генералштаб ЈНА је 14. априла наредио 4. армији да свим снагама продужи енергично наступање основним правцем: Ријека—Трст. Међутим, наредних дана она је била привремено заустављена од свежих снага немачког 97. армијског корпуса на линији: Локве—Фужине—Краљевица чиме је била завршена личко— приморска операција. Док је 4. армија продирала ка северозападу, 7. корпус, у Нотрањској и Долењској, и 9. корпус, у Горењској и Словеначком приморју, дејствовали су на комуникације у позадини непријатеља, везивали јаке снаге и спречавали слободу маневра. Личко-приморску операцију 4. армија завршила је око 15 дана пре него што је било планирано. За непун месец дана она је продрла на дубину око 150км, потпуно разбила немачки 15. брдски армијски корпус и ослободила Лику, Бихаћ и већи део Горског котара и Хрватског приморја.